# Jog és Igazságosság Ifjúsági Tagozata
A Jog és Igazságosság Ifjúsági Tagozata (Lengyelül: Forum Młodych Prawo i Sprawiedliwość) rövidítve FM PiS, a Jog és Igazságosság ifjúsági tagozata.

Az FM PiS tagja a Fiatal Európai Konzervatívoknak.